# Bị thể (ngữ pháp)
Trong ngôn ngữ học, bị thể (tiếng Anh: patient) là 'thành phần tham gia' trong tình huống mà trong đó có hành động thực hiện lên trên thành phần đấy, bị thể là vai ngữ nghĩa mà trong hành động thì 'thành phần tham gia' có đóng vai đấy. Đôi khi, "bị thể" còn được gọi là "chủ đề" (theo góc nhìn ngữ nghĩa học).
Khi cần phân biệt kĩ, người ta dùng từ "bị thể" để chỉ 'tiếp thể' bị thay đổi trạng thái ("I crushed the car") và dùng từ "chủ đề" để chỉ 'tiếp thể' không bị thay đổi trạng thái ("I have the car"). Theo định nghĩa đó thì 'động từ tĩnh' là tác động lên chủ đề, còn 'động từ động' là tác động lên bị thể.

## Lý thuyết
Thông thường, tình huống được biểu hiện bằng câu, hành động trong câu thì được biểu hiện bằng động từ, và bị thể thì được biểu hiện bằng ngữ đoạn danh từ.
Ví dụ, trong câu "Jack ate the cheese", "the cheese" là bị thể. Trong những ngôn ngữ nhất định, bị thể được 'biến cách', còn không thì được đánh dấu để biểu thị vai ngữ pháp của nó. Ví dụ trong tiếng Nhật, bị thể thường hay được đặt phụ tố bằng trợ từ o (hiragana を) khi dùng với ngoại động từ chủ động, và bằng trợ từ ga (hiragana が) khi dùng với nội động từ bị động hoặc tính từ. Mặc dù tiếng Anh hiện đại không đánh dấu vai ngữ pháp cho danh từ (thay vào đó dùng trật tự từ), vai bị thể vẫn được thể hiện một cách bất quy tắc bằng nhiều cách khác; ví dụ, bằng các hình vị "-en", "-ed", hay "-ee", như trong "eaten", "used", hoặc "payed".
Bị thể hay bị nhầm lẫn với 'bổ ngữ trực tiếp'. Tuy nhiên, có sự khác biệt đáng kể. Bị thể là một tính chất ngữ nghĩa, được định nghĩa dựa theo ý nghĩa của ngữ đoạn; còn 'bổ ngữ trực tiếp' là một tính chất cú pháp, được định nghĩa dựa theo vai của ngữ đoạn trong cấu trúc của câu. Ví dụ, trong câu "The dog bites the man", "the man" vừa là bị thể vừa là bổ ngữ trực tiếp. Trái lại, trong câu "The man is bitten by the dog" có cùng nghĩa với câu vừa rồi nhưng lại có cấu trúc ngữ pháp khác, thì "the man" vẫn là bị thể, nhưng bây giờ lại đóng vai là chủ ngữ của câu; và "the dog" giờ không còn là chủ ngữ mà chỉ là chủ thể hoặc tác thể.